# Shaun Taylor-Steels
Shaun Taylor-Steels (født 22. august 1970) er en britisk trommeslager, og er bedst kendt for hans tidligere medlemskab i de pionerende death/doom metal-bands Anathema og My Dying Bride. Udover disse bands spillede Taylor-Steels også i det episke doom metal-band Solstice sammen med guitaristen Hamish Glencross, som han fik med i My Dying Bride, efter Calvin Robertshaw forlod dem som musiker, og valgte at blive deres manager. Kort inden udgivelsen af A Line of Deathless Kings bekendtgjorde Steels, han ville forlade bandet på grund af problemer med hans ankel. Han blev efterfølgende afløst af Dan Mullins.